# Body Sweats: The Uncensored Writings of Elsa von Freytag-Loringhoven
Body Sweats: The Uncensored Writings of Elsa von Freytag-Loringhoven es la primera antología de la poeta y artista dadaísta Elsa von Freytag-Loringhoven (1874-1927), conocida como "La Baronesa Dadá". Publicada en 2011 por MIT Press, Body Sweats fue editada por la biógrafa de Elsa von Freytag-Loringhoven, Irene Gammel, y la poeta y estudiosa de poesía Suzanne Zelazo.

## Contexto
La colección cumplió el deseo de la baronesa de ver su poesía publicada en un libro, un proyecto que comenzó pero que no logró durante su vida. Se atribuye el trabajo en la protección de los manuscritos tras la muerte de la baronesa a su amiga Djuna Barnes.

## Sinopsis
El libro, que comienza con una introducción al estilo poético y la excéntrica vida de Elsa von Freytag-Loringhoven, muestra a continuación los poemas de la baronesa, muchos de ellos inéditos. Body Sweats también incluye imágenes de los manuscritos originales, que son objetos de arte en sí mismos. Los poemas están organizados por temas: amor y anhelo, encarnación, ciudad y consumo, naturaleza escénica, contemplación filosófica, muerte y suicidio, conciencia estética, poemas sonoros y poemas visuales, así como una sección que contiene poemas largos y crítica poética.
La mayoría de los poemas impresos se obtuvieron de los documentos Elsa von Freytag-Loringhoven de la Biblioteca de la Universidad de Maryland, así como de los archivos de The Little Review de la Biblioteca de la Universidad de Wisconsin-Milwaukee.